# Erik den helige
Erik den helige, Erik Jedvardsson, Sankt Erik, (oegentligt Erik IX), född omkring 1125, död 18 maj 1160, räknas som kung av Sverige omkring 1156–1160. Mycket få uppgifter om honom anses fullständigt säkra. Erik den helige är svenskt nationalhelgon och Stockholms skyddshelgon.
Erik den helige var son till den svenske stormannen Jedvard och hans fru Cecilia. Erik var gift med Kristina Björnsdotter som var barnbarn till Inge den äldre och Helena. Erik blev far till Knut Eriksson och Filip Eriksson (troligen stamfar till Knut Långe). Erik och Kristina fick också två döttrar: Margareta, död 1209, som gifte sig 1185 med kung Sverre Sigurdsson av Norge samt Katarina, gift med norske stormannen Nils Blaka. Magnus Henriksson, som dödade Erik, misstänks också ha dräpt Sverker den äldre, Eriks föregångare på kungatronen. En brors namn börjar på J, möjligen Joar Jedvardsson. Erik hade anknytningar till och ägde själv gods i Västergötland, vilka han möjligen förvärvade genom äktenskapet med Kristina. Erik var innehavare av Ängsö slott i Västmanland. Möjligen var Erik jarl i Svealand innan han där erkändes som kung. I Götaland accepterades han tidigast 1157.

## Den historiska personen

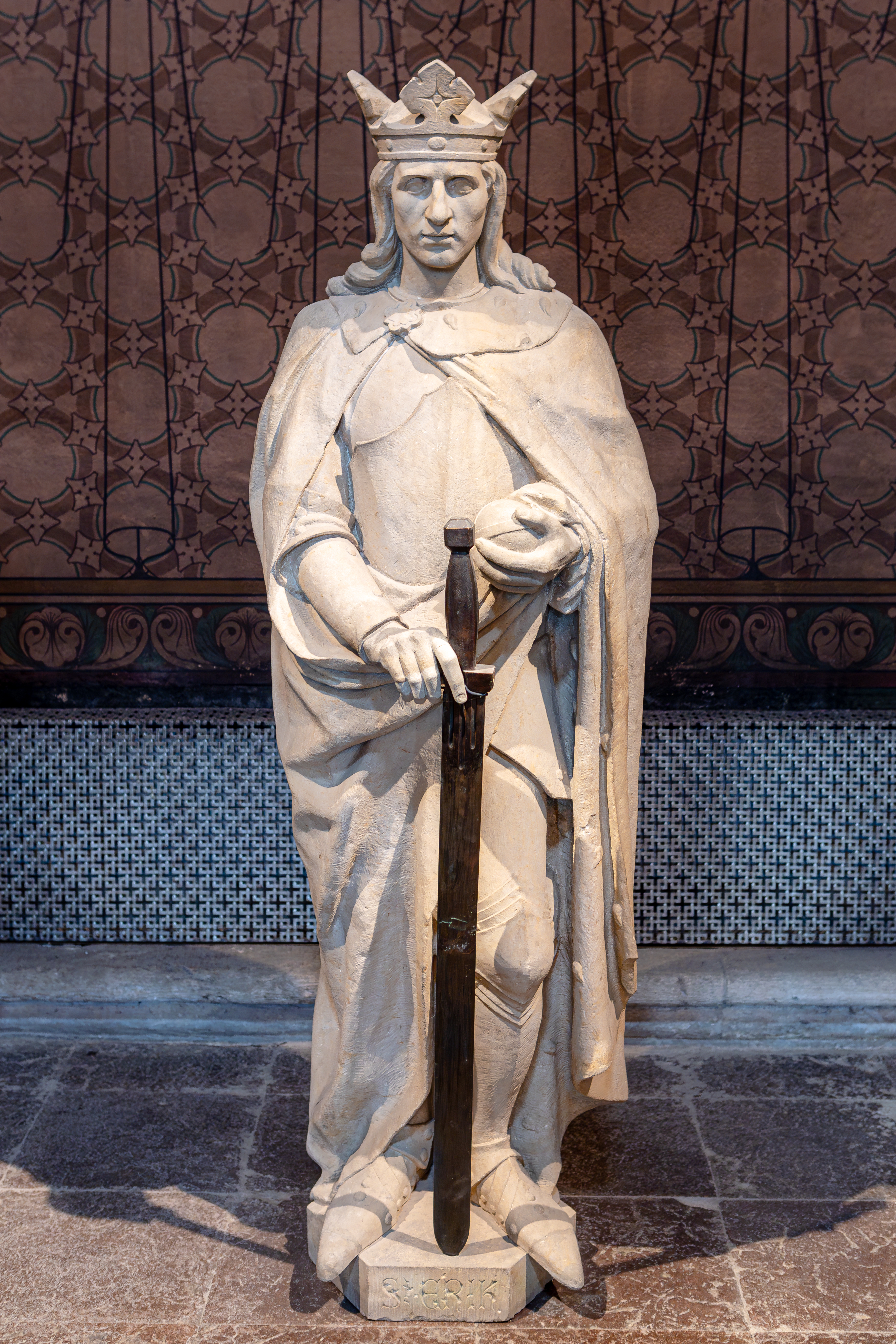
Staty i Uppsala domkyrka.

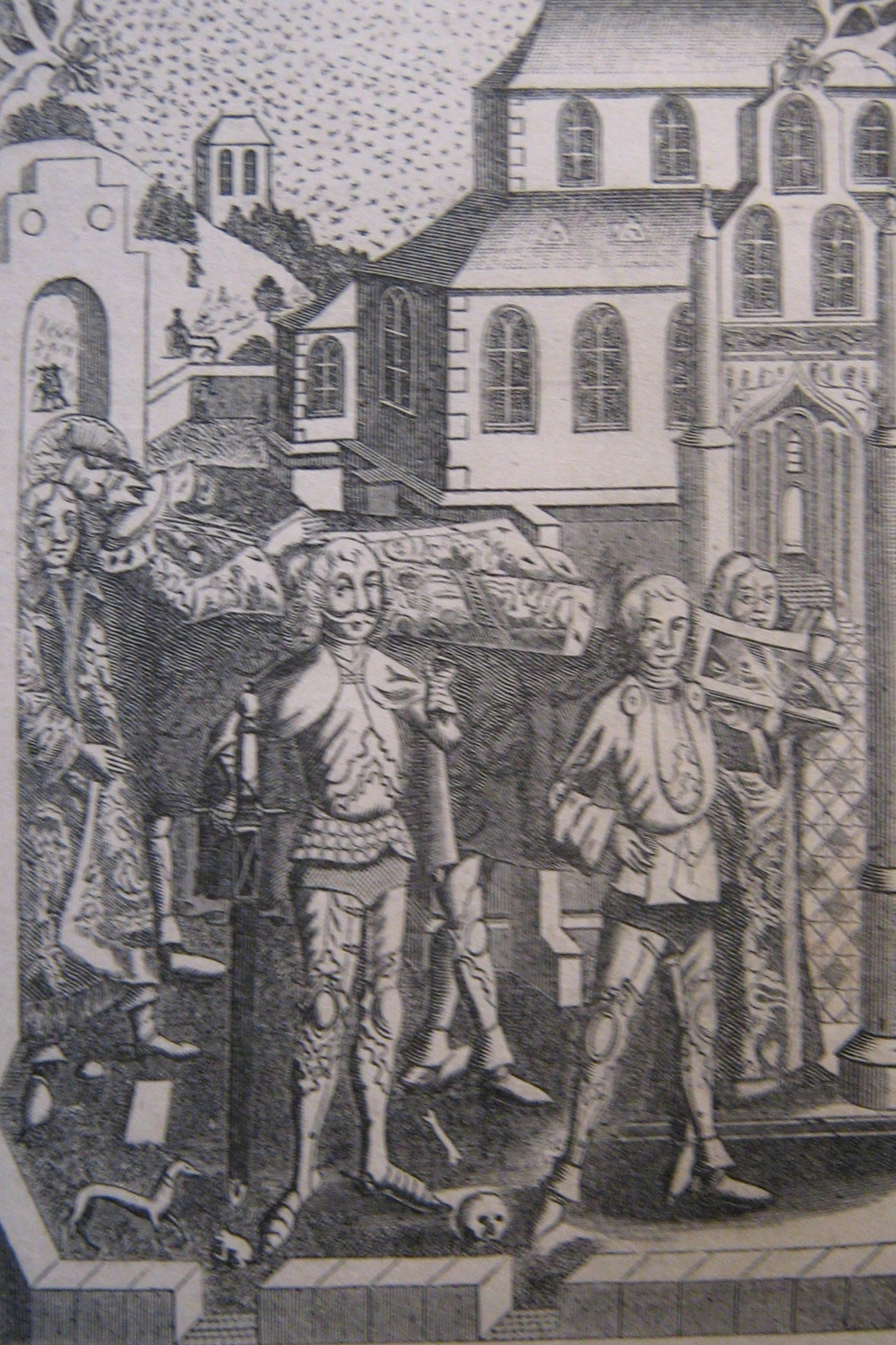
"Erik den heliges jordafärd", del av "Sankt Eriks tavla", ett altarskåp från 1400-talet som fanns i Uppsala domkyrka men förstördes i stadsbranden 1702. Xylografi från 1800-talet efter kopparstick från tidigt 1700-tal.

Några med Erik samtida källor med upplysningar om honom har inte återfunnits och det första skriftliga omnämnandet som finns, är i ett brev under sonen Knut Erikssons regeringstid. I brevet benämns Erik "svearnas konung".
Eftersom få säkra fakta är kända om kung Erik har en del forskare med tiden kommit att betrakta honom som en del av ett legendhistoriskt problemkomplex snarare än ett personhistoriskt. Den mest extrema ståndpunkten intogs av Lauritz Weibull som ansåg att Erik var ett fall där historievetenskapen måste acceptera ett "negativt resultat", det vill säga att källmaterialet är så fragmentariskt att det inte ens i grova huvuddrag går att rekonstruera Erik den heliges liv och regeringstid, och att någon historieskrivning om Erik den helige överhuvudtaget inte är möjlig. Weibulls elev Sture Bolin intog en något mildare ståndpunkt och det är i huvudsak hans 1951 publicerade resultat som senare uppslagsverk bygger på. Men redan Bolins artikel handlar mycket mer om helgonkulten och tidigare forskares uppfattningar än om kung Erik och Nationalencyklopedin har lyckats sammanfatta alla säkert samtida nedtecknade fakta om kung Erik till en enda mening.
Eriks roll som kung är oklar. Möjligen var han inte formellt erkänd i hela riket. Att han kom att spela en stor roll som postum symbol för den erikska ätten och som lokalt helgon återspeglar snarare efterträdarnas (ättlingarnas) makt än hans egen.

### Familj
Uppgiften om hans patronymikon Jedvardsson härrör från västnordiska berättande källor, bland annat Sverre Sigurdssons saga, och är endast indirekt och svagt styrkt i samtida svenska källor genom omnämnandet av Joar Jedvardsson i kretsen kring sonen Knut. Denne Joar har antagits vara identisk med en bror till Erik om vilken man dock med säkerhet endast vet att hans namn började med bokstaven J. Det har också på lösa grunder antagits att fadern kan ha varit engelsman, men det antagandet bygger i sin tur på ett helt obevisbart antagande om namnets ovanlighet i 1100-talets Sverige.
Uppgifterna om hustrun Kristina och hennes härstamning från kung Inge den äldre kommer från två olika av varandra oberoende källor, Vitskølkrönikan och Knytlingasagan, och kan därför betraktas som relativt säkra. Mer exakt än så kan släktskapen inte fastställas. 
Barn
1. Knut Eriksson, född senast på 1140-talet, död 1195 eller 1196, kung av Sverige 1167–1196.
2. Filip Eriksson, född efter 1140, anses vara yngste son till kung Erik den helige och Kristina Björnsdotter.[5]
3. Katarina Eriksdotter, Katarina den heliga, död efter 1156, gift med Nils Blake.
4. Margareta Eriksdotter, född omkring 1155, död 1209, gifte sig 1189 med kung Sverre Sigurdsson av Norge och blev därmed norsk drottning.

### Liv
Kung Eriks föregångare, Sverker den äldre, mördades på juldagen den 25 december 1156. Enligt legenden valdes Erik till kung av svearna 1150 och götarna 1156.
Enligt legendariskt material företog Erik med biskop Henrik från Uppsala ett korståg till Finland, kanske redan innan han blev kung. De år som nämns är 1150 eller 1157. Henrik skall ha blivit kvar och lidit martyrdöden. Han dyrkades sedermera som Finlands nationalhelgon. 
En notis i Vitskølkrönikan, som styrker att Erik 1158 var kung åtminstone över Västergötland, handlar om Varnhems kloster. Enligt krönikan ville Eriks hustru Kristina komma åt en del av den egendom som hennes släkting fru Sigrid skänkt till Varnhem, och trakasserade därför på olika sätt munkarna där. En del av dem flyttade då till Jylland där de grundade Vitskøls kloster. Tvisten löstes före Eriks död. Notisen är bevarad i en avskrift från 1609 av en codex från 1400-talet som i sin tur skall bygga på ett original från 1100-talet. Vissa forskare ha tolkat tvisten som ett bevis på en nationell kyrklig politik, som skulle ha vänt sig mot Sverker den äldres gynnande av klosterordnarna och påven. 

### Död
Enligt legenden ska Erik ha dödats den 18 maj 1160 i strid efter en mässa i Östra Aros, i nuvarande Uppsala. Erik dödades av den danske prinsen Magnus Henriksson, tronpretendent på mödernet stammande från den stenkilska ätten. Enligt helgonlegenden hade Erik vägrat sätta sig i säkerhet, utan bevistat mässan till dess slut och därefter överfallits då han lämnade kyrkan. Hans huvud lär ha huggits av medan han låg på marken. Enligt legenden rann en källa upp på platsen där han dödades (där underverk sades ha inträffat) och redan 1198 upptogs Erik i Vallentunakalendariets helgonförteckning. Sonen Knut Eriksson torde ha främjat kulten under försöken att få Erik den Helige helgonförklarad. Eriks minne högtidlighölls av kyrkan under medeltiden och kom efterhand att firas som Sveriges nationalhelgon.
Erik den helige ska ha gravsatts i Gamla Uppsala och hans utpekade kvarlevor skrinlades ganska snart. Dessa överfördes 1273 till den påbörjade nya domkyrkan i Uppsala. Detta ska ha skett den 24 januari enligt dåtidens tideräkning, en dag som i den gamla almanackan omnämndes Ericus Translatus. Skelettet, som saknar en del av benen, vilar fortfarande där invid högaltaret. Det förgyllda silverskrin som omsluter dem förfärdigades 1574–1579 på uppdrag av Johan III, som under en tid av penningbrist tvingades smälta ner det äldre skrinet. I detta ligger även Eriks begravningskrona av förgylld koppar, den äldsta bevarade svenska kungakronan.
Beroende på vilken kungalängd man väljer att lita på, efterträddes Erik av Magnus Henriksson eller Karl Sverkersson. Den sistnämnda uppgiften finns i Västgötalagens kungalängd som också uppger att Erik dog en våldsam död. En påvebulla utfärdad av Alexander III talar om en kung som blivit ihjälslagen under ett fylleslag - "in potacione et ebrietate" - nu hyllas som helgon, och påven som till sin fasa erfarit att denne man vördas som ett helgon påbjuder därför att denna osed ovillkorligen måste upphöra. Denne kung har ofta tolkats som Erik den helige, men det finns andra kandidater.

### Osteologisk undersökning
En undersökning av kvarlevorna i relikskrinet gjordes 2014–2016. Forskarna angav att de var till 90 procent säkra på att kvarlevorna var Erik den heliges. Resultatet baserades på  åldersbestämning av skelettet med kol-14-metoden, samt att skelettets dödssätt passar med legenden om Erik den helige.
Undersökningen visade att den undersökte dog av yttre våld, troligen halshuggning, samt att han var kraftigt byggd, hälsosam och fysiskt aktivt under sin livstid, cirka 35 år gammal vid sin död och cirka 171 cm lång. Isotopanalyser visar även att Erik åt mycket fisk, vilket stämmer med legendens ord om att han späkte sig "i trägen fasta", liksom att han levt större delen av sina sista 10-15 år i Västergötland samt troligen även var uppväxt där. Undersökningen stöder därmed till viss del helgonlegenden och motsäger samtidigt att han var jarl i Svealand.

## Helgonkulten

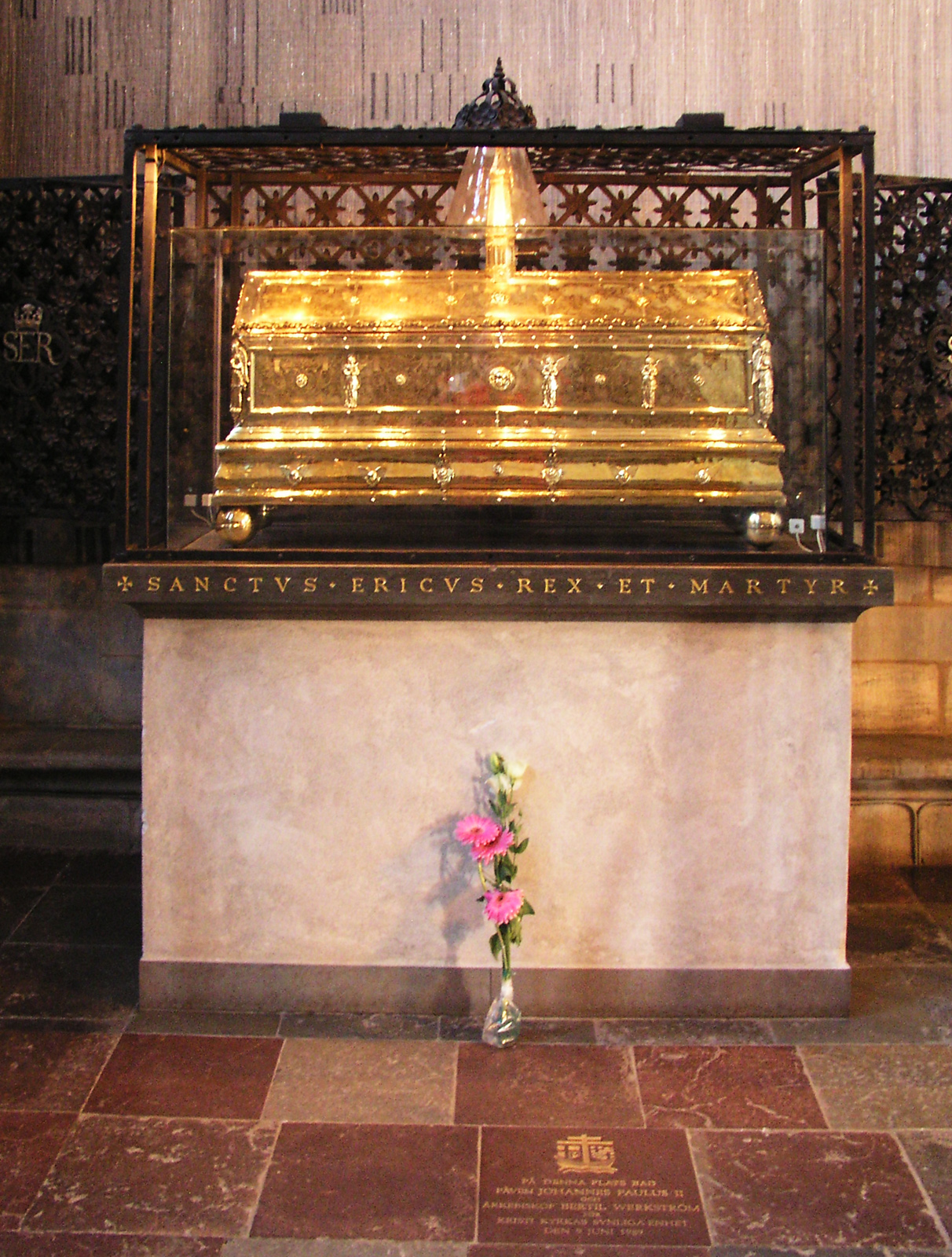
Erik den heliges relikskrin, tillverkat av Hans Rosenfelt, en av Johan III:s guldsmeder, i Stockholm och skänkt 1580 av Johan III. I samband med att relikskrinet tillverkades överflyttades Erik den heliges och andra i Uppsala domkyrka förvarade helgons ben över från ett antal äldre skrin till detta.

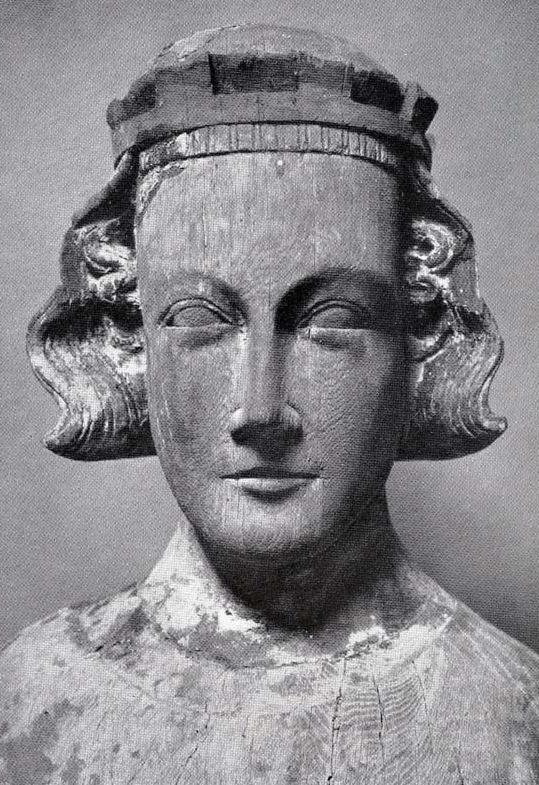
En medeltida träskulptur som har ansetts vara ett av underlagen till Eriksbilden i Stockholms stadsvapen. Träskulpturen står i Roslags-Bro kyrka. Det har dock ifrågasatts om skulpturen faktiskt föreställer Erik den helige.

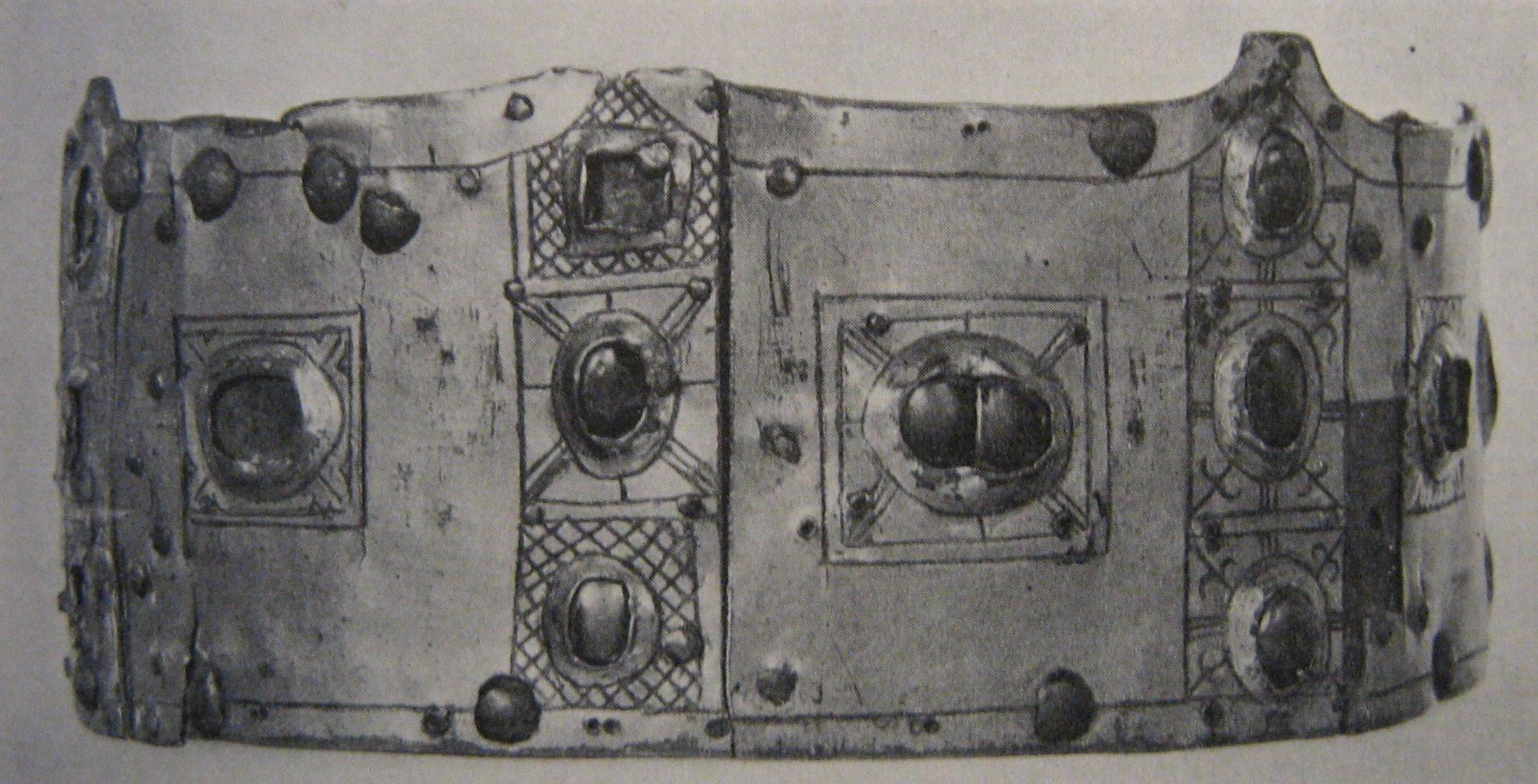
Erik den heliges krona är en krona av förgyllt koppar av tidigmedeltida typ, som om den burits av Erik är Sveriges äldsta kungakrona. Den kan ursprungligen ha prytt en sedermera okänd helgonbild.

Erik vördades lokalt som helgon, även om han aldrig kanoniserades av påven. Under medeltiden sågs hans regeringstid av allmogen allmänt som den gamla goda tid då skatter och lagar var rättvisa.
Den döde kungen begravdes i Gamla Uppsala kyrka. Lanseringen av Erik som helgon skedde under sonen Knut Erikssons långa regeringstid 1167-1195/96. I Vallentunakalendariet finns S:t Eriks dag upptagen bland helgonfesterna omkring 1198. Av ett påvligt indulgensbrev från 1256 framgår att vallfärder till graven i Gamla Uppsala förekommit under en tid och även järtecken omtalas.
Efter Eriks död tog man tillvara hans kvarlevor. Relikskrinet fördes år 1273 från dåvarande domkyrkan i Gamla Uppsala till domkyrkobygget i Östra Aros, nuvarande domkyrkan. Den 18 maj varje år fördes relikskrinet, Eriks skrin, i procession mellan den nya och den gamla domkyrkan, och skrinet kunde bäras runt i eller utanför domkyrkan även vid andra tillfällen. Datumet i almanackan är tillägnat Erik den helige (Erik IX Jedvardsson "Den helige"). Erik Jedvardsson mördades på Kristi himmelsfärdsdag den 18 maj 1160 och därefter blev föremål för en stark helgonkult. Eriksdagen var länge en helgdag i Sverige.
Ungefär vid den tid (1298) som Israel Erlandsson arbetade med legendframställningen började ärkebiskopen i sin titulatur ta upp martyrerna Laurentius och Erik som förstärkning till apostlarna Petrus och Paulus. Byggandet av det ovannämnda S:t Erikskapellet har förmodligen också påbörjats vid denna tid.
Ett officium proprium förelåg redan under senare hälften av 1200-talet och innehöll förutom hymner och läsestycken på prosa, även antifoner och responsorier. Dessutom förelåg sekvens och alleluiavers för mässan.
Den heliga Birgitta bidrog till Erikskultens fortlevnad liksom måltavlan för hennes bistra kritik, Magnus Eriksson. Kung Magnus föreskrev att en årlig Eriksfest skulle firas även i Oslo. Vid mitten av 1300-talet hade kulten fått enhetliga former i hela riket med ett Officium proprium, bestående av hymner och läsestycken på rimvers. Rimofficiet blev senare kompletterat av Nils Hermansson med antifoner och responsorier.
Från 1376 finns Erik dokumenterad i Stockholms stadssigill och har sedan dess återfunnits i stadens stadsvapen, och även gett namn åt bland annat Sankt Eriksgatan, Samfundet S:t Erik, S:t Eriksmedaljen och isbrytaren Sankt Erik.
Birgittinerna exporterade på 1400-talet Erikskulten även till Tyskland och England. Kort Rogge den äldre, far till Strängnäsbiskopen Kort Rogge, instiftade ett S:t Eriksaltare i Danzig (nuvarande Gdansk). Eriksofficiet finns bevarat även i breviarier från Nidaros, Lund, Roskilde och Odense.
I den Romersk-katolska kyrkan är han omnämnd som helgon och han är ihågkommen i Martyrologium Romanum den 18 maj varje år. Erik har fortsatt att figurera i en mängd andra sammanhang ända in i modern tid.

## Erik den helige i konsten
Erik den helige är ofta avbildad i den medeltida konsten. En målning är från ett altarskåp, som tidigare var i Salems kyrka men nu finns i Statens historiska museum, och den kan dateras till 1480-talet och är tillverkad i Hermen Rodes verkstad. Hermen Rode (1468–1504) var en tysk målare bosatt i Lübeck under 1400-talets slut. Det var han som utförde helgonmålningarna på altarskåpet i Salems kyrka. I Sverige utförde han de berömda flygelmålningarna på Storkyrkans altarskåp av Bernt Notke 1468, men Rodes målningar är dock troligen utförda senare, på 1480-talet.
Ett annat altarskåp från Länna kyrka, Uppland, som även det finns i Statens historiska museum visar Erik den helige och biskop Henrik (död 20 januari 1150 eller 1156) på väg att kristna Finland. Biskop Henrik var en missionsbiskop som företog det första korståget till Finland i slutet av 1150-talet tillsammans med kung Erik och blev Finlands första biskop. Sankt Henrik räknas som Finlands apostel och skyddshelgon. Hindersmässa den 19 januari är tillägnad Sankt Henrik och räknas även i moderna almanackor som namnsdag för Henrik. Enligt legenden dräptes Biskop Henrik av bonden Lalli på isen av Kjulo träsk vid Kyrkholmen. Eftersom målningen är senmedeltida, från 1450-talet, ger den en bild av den tidens kläder och fartyg, inte 1100-talets.

## S:t Eriks källa

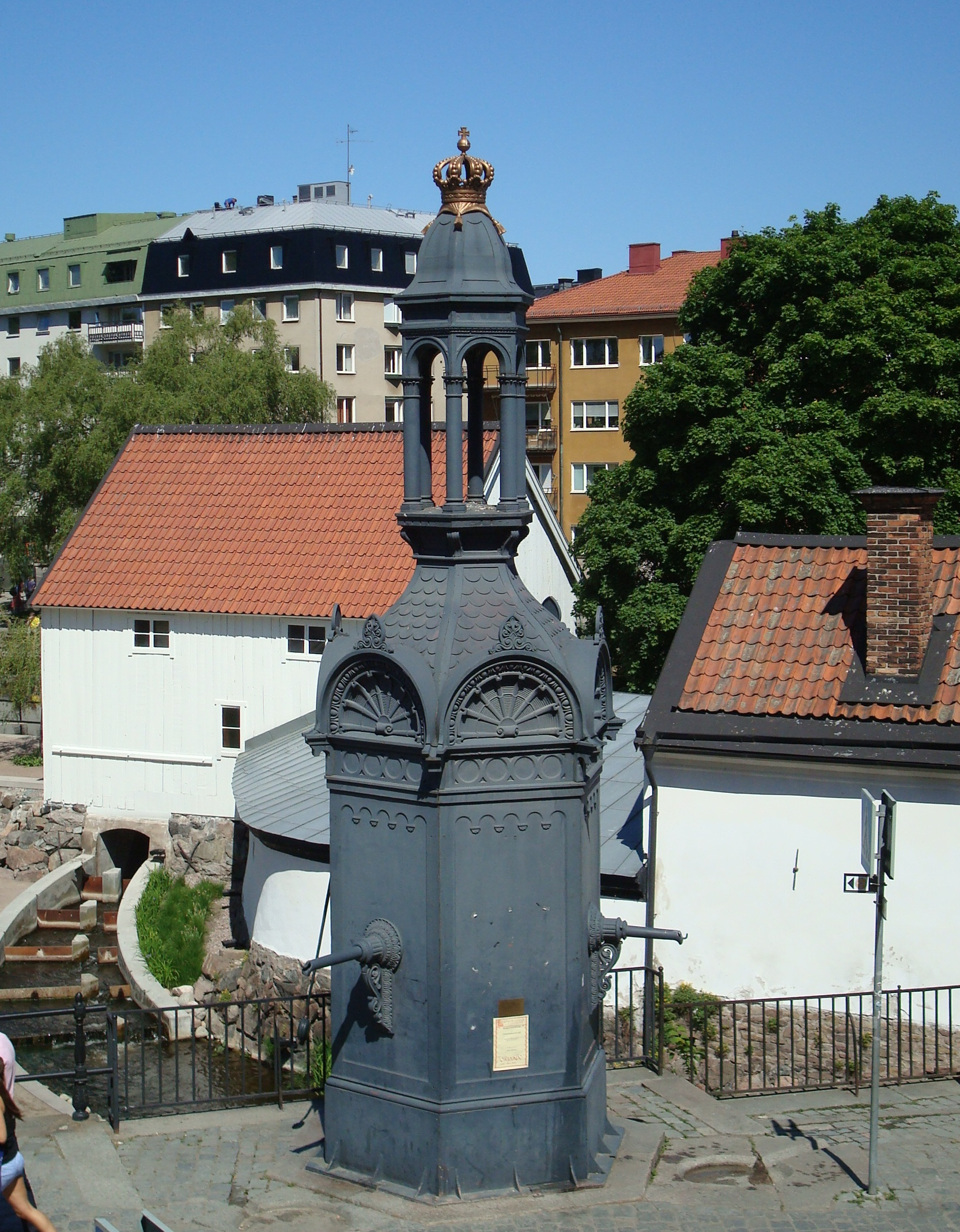
S:t Eriks källa med pumphuset från 1850-talet tillverkat vid Hälleforsnäs bruk.

Efter Eriks död rann enligt legenden en källa mirakulöst upp på den plats där hans blod först utgöts. Avrättningen skall ha skett på den öppna platsen söder om domkyrkan i Uppsala och här stod fram till 1700-talet Sankt Eriks kapell. Sedan 1500-talet utpekas Sankt Eriks källa vid S:t Eriks torg på domkyrkans norra sida, mellan kyrkan och Fyrisån; vissa källor tyder dock på att medeltidens Sankt Eriks källa var den nuvarande Slottskällan, 500 meter söder om domkyrkan. Källan vid S:t Eriks torg var en viktig vattentillgång för människor och djur i flera århundraden. Från mitten av 1600-talet var den ihopkopplad med olika tekniska vattensystem. Källan har tidigare varit inbyggd i en enkel träbyggnad och I samband med att den höga stenmuren byggdes på 1850-talet tillkom i stället den nuvarande gjutjärnspumpen tillverkad vid Hälleforsnäs bruk i Södermanland. I slutet av 1800-talet anslöts källan till Pumphuset vid Islandsfallet för att Uppsalaborna via vattenledningar skulle kunna få sitt vatten direkt hem till hushållen. Källan har numera sinat men år 2007 kopplades gjutjärnspumpen samman med det kommunala vattenledningsnätet och genom moderna system rinner det nu åter dricksvatten ur källan.

## Se även

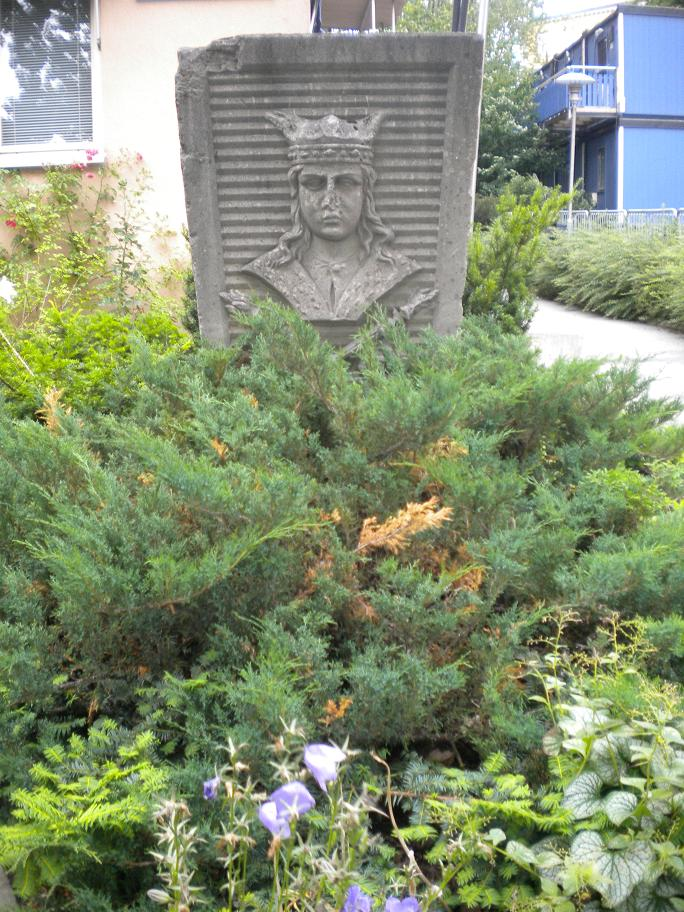
Sankt Erik bland buskar utefter Torsgatan, en av ett stort antal sådana symboliska bilder som finns över hela Stockholm.